# Silvåkra gård

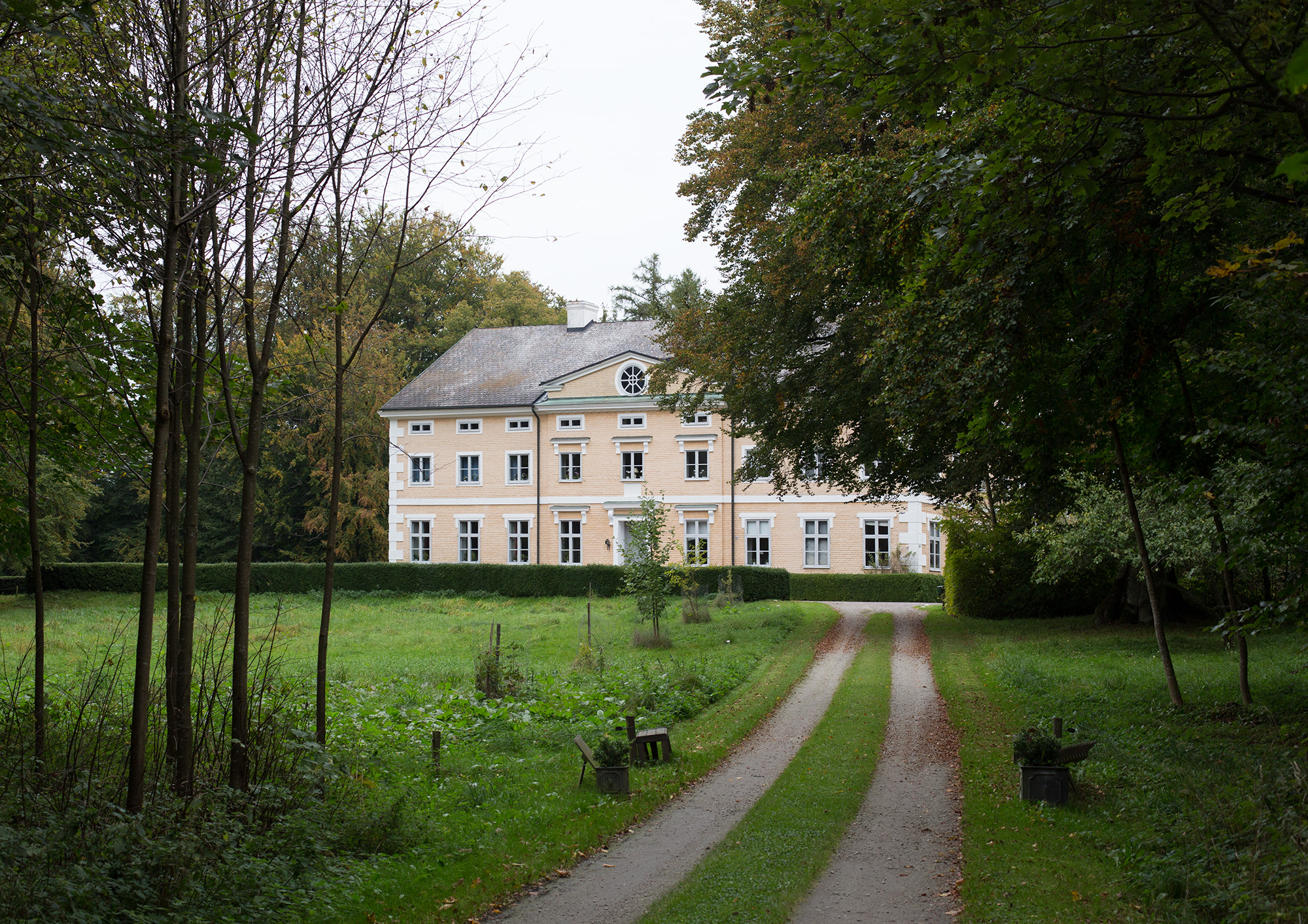
Silvåkra gård.

Silvåkra gård (även Silvåkragården) är en herrgård i Silvåkra socken i Lunds kommun, Skåne län.
Silvåkra gård byggdes 1803-1807 som änkesäte åt friherrinnan Sofia Ramel, född Beck-Friis. Marken hade tidigare förvärvats av hennes svärfar Hans Ramel som vid sin död 1799 testamenterade egendomen till Sofia. Hans Ramel ägde sedan tidigare även gården Silvåkra nr 5 1/2 mantal i kyrkbyn vars bebyggelse utifrån kartor stack ut från övriga gårdar genom att vara symmetriskt ordnad med humlegård, kryddegård och en större träd- och kryddegård och två dammar. 1849 köptes Silvåkra av greve Robert De la Gardie, sedermera landshövding i Malmöhus län. Den blev år 1904 till största delen utstyckad och köptes 1909 av friherrinnan Olga Wrangel von Brehmer, född Lang (död år 1947), genom arv, 1948, sonen Hans Jurgen Wrangel von Brehmer. 1957 såldes gården åter och ny ägare blev Axel Gösta von Friesendorff.